# 全国政法队伍教育整顿领导小组
全国政法队伍教育整顿领导小组是2021年中共中央設立的议事协调机构，负责领导全国政法队伍教育整顿运动的进行。组成人员除了中共中央政法委员会的主要组成人员外还有中组部和中纪委的人员，组长由中央政法委书记兼任（中央政治局委员、中央政法委书记兼）。

## 沿革
2021年2月27日，全国政法队伍教育整顿动员部署会议在北京市召开，宣布正式启动全国政法队伍教育整顿运动。全国政法队伍教育整顿领导小组也在這次會議上首次亮相，小組成員有“法检公安司”各大系统一把手以及中纪委、中组部、中宣部等领导成员。同時還组建16个中央督导组。
2021年2月27日，全国政法队伍教育整顿动员部署会议中提到，全国政法队伍教育整顿领导小组要设立“政法干警违纪违法举报平台”。
2021年3月22日，全国政法队伍教育整顿领导小组会议召開，讨论了关于派出中央督导组的工作方案，运动期间采用“自查从宽、被查从严”等政策。

## 组成人员
2020年4月成立时的组成人员是：
组长
- 郭声琨（中共中央政治局委员、中央书记处书记、中央政法委员会书记）

副组长
- 赵克志（中共中央政法委员会副书记，国务委员兼公安部部长、党委书记）[3]
- 周强（最高人民法院院长，首席大法官）
- 张军（最高人民检察院检察长，首席大检察官）
- 喻红秋（中央纪委副书记，国家监察委员会副主任）
- 傅兴国（中共中央组织部副部长、国家公务员局局长）
- 陈一新（中共中央政法委员会秘书长）
- 陈文清（国家安全部部长、党委书记）
- 唐一军（司法部部长、党组副书记）

## 办事机构
全国政法队伍教育整顿办公室是全国政法队伍教育整顿领导小组的办事机构。全国政法队伍教育整顿领导小组下辖16个中央督导组。

### 人员
全国政法队伍教育整顿领导小组副组长、办公室主任：陈一新
全国政法队伍教育整顿办公室副主任：傅兴国、景汉朝、白少康、王洪祥、马世忠、潘毅琴、聂福如、郭文奇